# コンゴ川

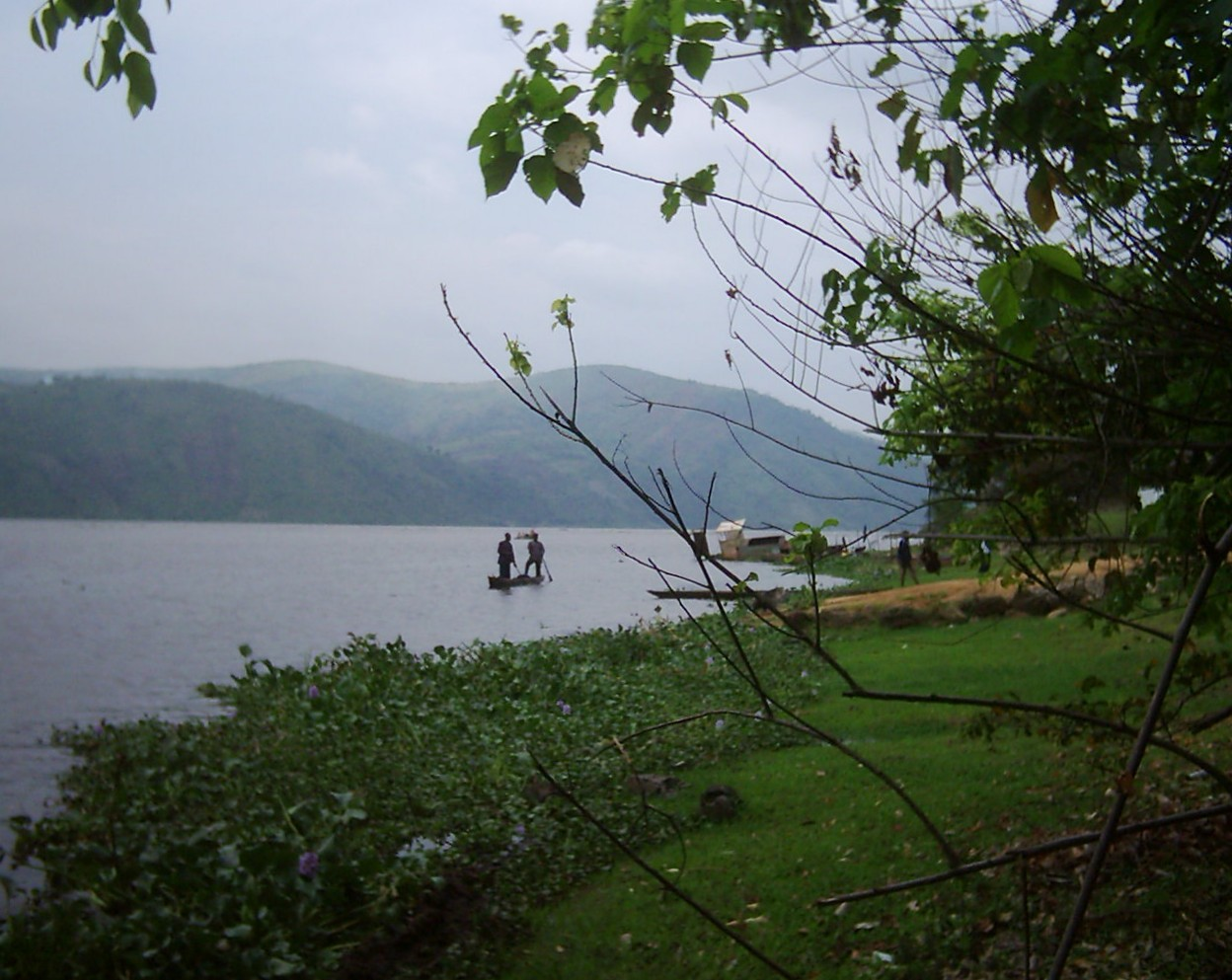
キンシャサ市東郊のマルクにおけるコンゴ川

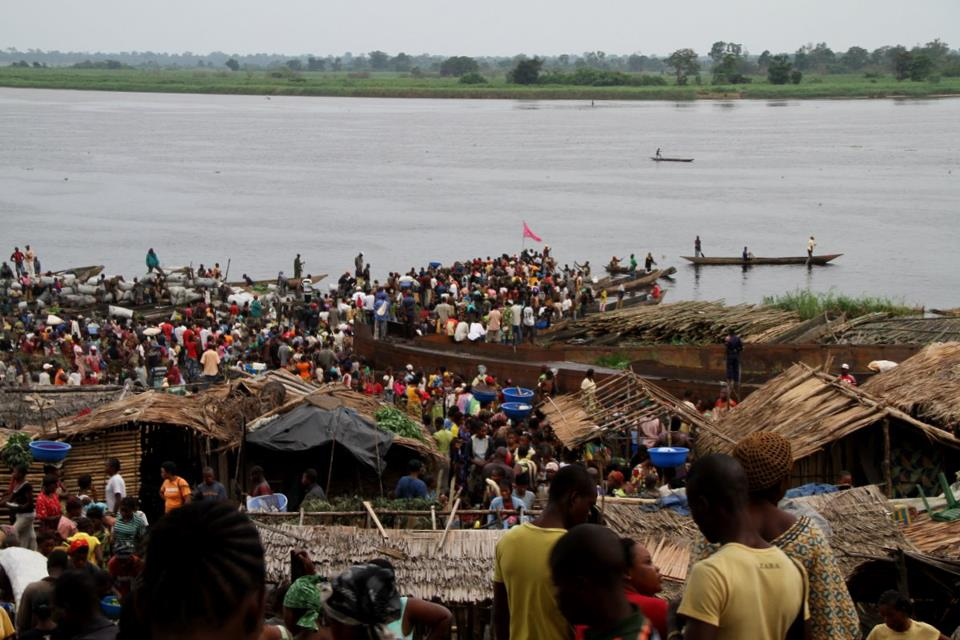
ムバンダカの町の河港

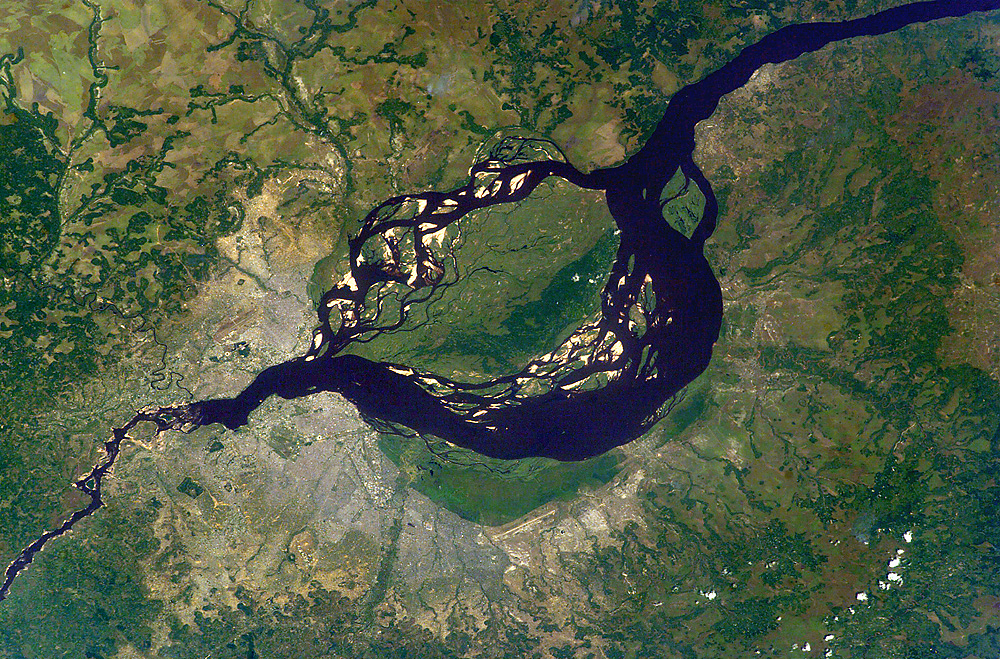
マレボ湖周辺の衛星写真。北岸がブラザヴィル、南岸がキンシャサである

コンゴ川（コンゴがわ、コンゴ語: Nzadi Kongo, リンガラ語: Ebale Kongó, スワヒリ語: Mto wa Kongo, フランス語: Fleuve Congo）は、中部アフリカのコンゴ盆地を蛇行しながら流れ、大西洋に至るアフリカ大陸2番目の長さ（4,700km）を誇る河川である。コンゴ川の名はコンゴ王国にちなむ。

## 地理
コンゴ川の源流は、大きくルアラバ川とチャンベジ川の二つからなる。コンゴ川の本流はルアラバ川とみなされることが多いが、ミシシッピ川（支流のミズーリ川の源流からの距離で全長を計算している）のように、川の長さは最長支流からの長さで計算することが慣例であるため、コンゴ川の長さは最長支流であるチャンベジ川の源流からの長さで計算されている。ルアラバ川の源流からの長さだと4,370km、チャンベジ川の源流からの長さだと4,700kmとなる。

### 上流
コンゴ川本流の上流部であるルアラバ川は、コンゴ民主共和国南東部のカタンガ高原南部、ザンビアとの国境近くに端を発する。そこからほぼまっすぐに北進し、アフリカ大地溝帯西側のミトゥンバ山地に源を発する支流を併せながら水量を増していく。もうひとつの源流であるチャンベジ川はザンビアの北東部、タンガニーカ湖の南側の山地に端を発し、南西へと流れてバングウェウル湖東端に流入する。バングウェウル湖南端から再び流れ出すが、ここからはルアプラ川と名を変える。ルアプラ川はしばらく南下したのち大きく弧を描いて、今度は逆に北上する。この弧の部分からムウェル湖に注ぎ込むまでの区間はコンゴ民主共和国とザンビアとの国境をなし、東岸がザンビア領、西岸がコンゴ民主共和国領となる。ムウェル湖南端に注ぎ込んだ川は、北端から再び流れ出すが、ここからはルヴア川という名称になり、ほぼ北西へと進む。この両河川はカタンガ北部のアンコロで合流し、ルヴア川がルアラバ川へと注ぎこむ形となる。
ルアラバ川はさらに北進し、その北でタンガニーカ湖から流出するルクガ川も合流する。本流はさらに北進を続け、キンドゥからウブンドゥまでの約300kmは急流もなく緩やかな流れとなる。この間に東から流れるウリンジ川が合流する。ウブンドゥからキサンガニのすぐ上流にあるボヨマ滝までは再び急流となるが、キサンガニから下流のキンシャサまでは緩やかな流れに戻る。ボヨマ滝では赤道を越え、またここから下流はコンゴ川と名前を変え、弧を描くように流れを西へと向ける。

### 中流
キサンガニからキンシャサまでの1,700kmは流れも太く安定しており、高低差も40mにすぎないため急流もなく、コンゴ民主共和国における物資輸送の大動脈となっている。このため、交通の結節点となったキサンガニはこの地域の物資の集散地として発展し、コンゴ民主共和国北東部地方の中心地となった。コンゴ川はやがて南西へと向きを変え、ムバンダカ周辺でふたたび赤道を南に超える。ムバンダカの下流で中央アフリカ共和国およびコンゴ共和国とコンゴ民主共和国の国境をなしている大支流ウバンギ川と合流する。ウバンギ川との合流点からは西岸のコンゴ共和国東岸のコンゴ民主共和国との国境となる。さらにその南でコンゴ南西部からアンゴラ北東部を流域とする大支流カサイ川と合流して、キンシャサ・ブラザビル付近で幅が25kmにも広がりマレボ湖を形成する。マレボ湖は安定した水流の末端に位置するため、河川交通の終着点となっており、この交通網の結節点としてフランスがブラザヴィル、ベルギーがレオポルドヴィル（現キンシャサ）を建設して、それぞれ流域の首都とした。
川にはディスティコドゥス科、コイ科、キタリヌス科、ヒレナマズ科などの魚類が生息している。ウバンギ川、サンガ川との合流点一帯の広大な森林地帯にはボノボ、マルミミゾウ、ヒョウ、アフリカスイギュウ、ムラサキサギ、ゴリラ、カバなどが生息しており、ラムサール条約登録地である。

### 下流
マレボ湖より下流はコンゴ民主共和国領となるが、ここではコンゴ盆地の端にあたるクリスタル山脈を横切って流れるためにリヴィングストン滝（インガ・ダム）と呼ばれる急流となり、350kmの間に30以上の急流があり、一気に260mも高度を下げる。特に高低差の激しいところでは12km流れる間に96mも高度を下げるため、激流となっている。この激流は船の航行を阻み、コンゴ盆地奥地へのヨーロッパ人の侵入を長い間阻んできた。約350km続くこの激流を越えると高度は海面近くにまで下がり、リビングストン滝の滝壺にあたるマタディからは再び安定した流れに戻る。マタディからは真西に流路をとるようになり、ボマを経てムアンダで大西洋に注ぐ。この区間は北岸がコンゴ民主共和国領、南岸がアンゴラ領で、再び国境をなすようになる。河口はデルタを形成せず、1本の太い流れのままで大西洋に注ぎ込む。河口一帯にはマナティーおよびウミガメなどが生息している。
ブラザビル西郊外のジュエ川との合流点付近の急流地帯および河口のマングローブとサバナ地帯のマングローブ国立公園はラムサール条約登録地である。

### 河川データ
流域面積は3,680,000平方キロメートル、平均流量は毎秒39,610平方メートルである。流域面積と流量はアマゾン川に次いで世界2位であり、流域の熱帯雨林もアマゾン川に次ぐ広さを持つ。流域中部は赤道直下で一年中雨が降り、またボヨマ滝の南で北に赤道を越え、ムバンダカ近郊で南に赤道を越えるため、支流が赤道をはさんで南北に分散しており、雨季の時期が各支流によって違うため増水期が分散しており、そのため本流の流量はほぼ一定である。
キンシャサにおけるコンゴ川の流量(m3/s)

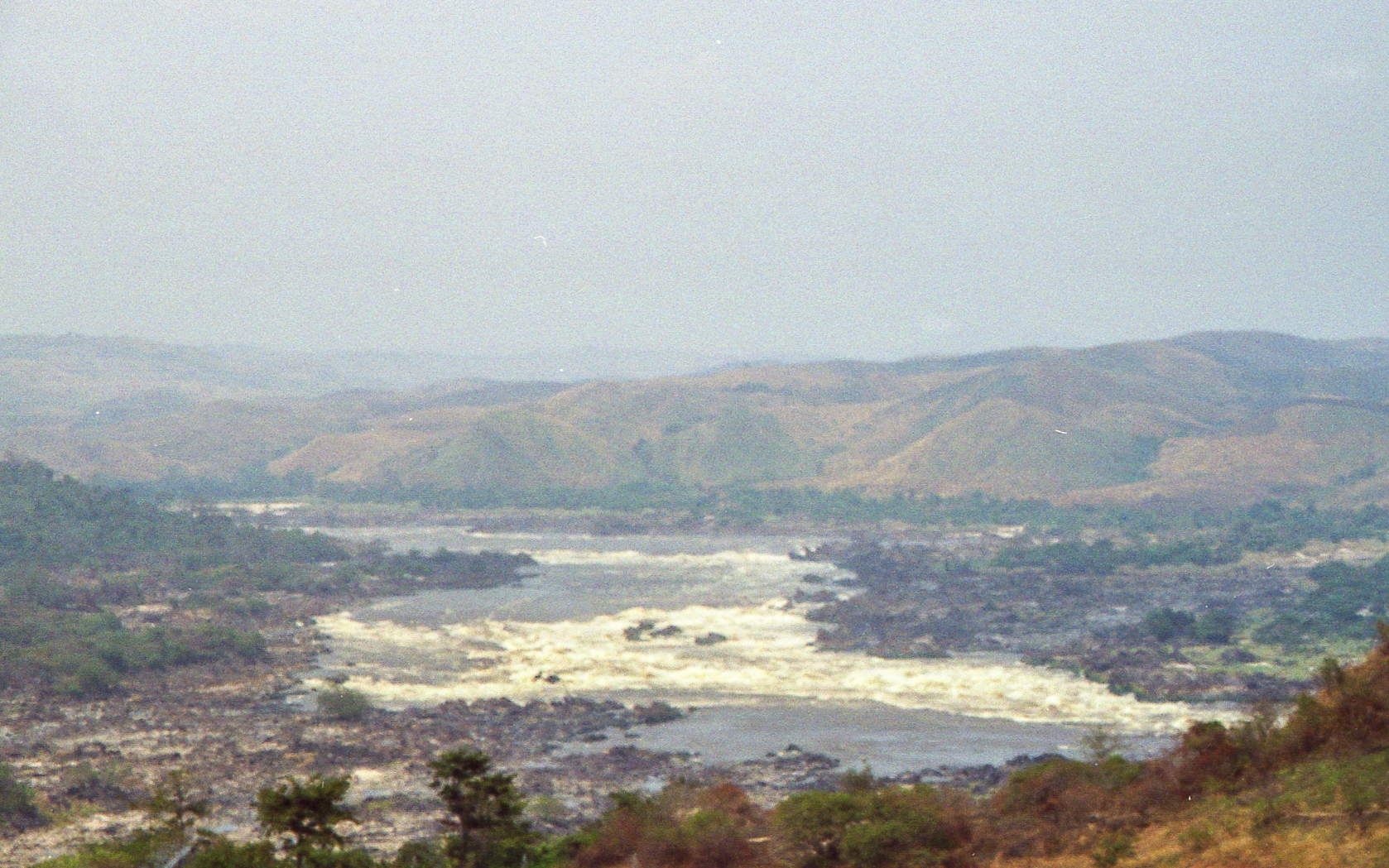
リヴィングストン滝の一部であるインガ急流。インガ・ダムが存在する

（1903年から1983年の平均データ）.

### 名称
支流も含めての流域関係国は、コンゴ民主共和国をはじめ、コンゴ共和国、中央アフリカ共和国、アンゴラ共和国である。1971年 - 1997年までは、ザイール共和国（現在のコンゴ民主共和国）においてはザイール川と呼ばれていた。この名称変更はザイールの独裁者であったモブツ・セセ・セコが唱えたオータンティシテ（Authenticité、真正化の意）政策のもと、ヨーロッパ由来の地名をアフリカ本来の地名に戻すためと称して行われたが、旧称の「コンゴ」がコンゴ王国時代から続くバントゥー本来の呼称であるのに対して、「ザイール」は15世紀にこの地方に来たポルトガル人が、この大河の名称を地元住民に聞いた際に答えた「ンザディ」（大きな川）をポルトガル人が「ザイール」と聞き取ったことによって成立した欧州側の呼称であり、矛盾が生じていた。このため、コンゴ共和国側においてはこの川はコンゴ川と呼ばれ続けていた。1997年にモブツ政権が崩壊すると、政権を握ったローラン・カビラはザイール川との呼称を廃止して旧称のコンゴ川へと復帰させた。

## 歴史
コンゴ川流域は、紀元前2000年ごろには狩猟採集民であるピグミーが広く分布していたと考えられている。その後、現在のカメルーン南部周辺を起源とするバントゥー系の住民が大拡張を開始し、紀元前1120年ごろにはそのうちの西バントゥー系がコンゴ川流域に到達。紀元元年前後にはコンゴ川流域に広く居住するようになった。西バントゥー系は食料作物としてヤムイモとアブラヤシを持ち、焼畑をおこなった。また、鉄器製造技術を持ち、これを使って密林の奥へと勢力を拡大していった。紀元1年ごろには、いったんアフリカ大陸東部へと移住した東バントゥー系がコンゴ川流域への入植を開始した。彼らはソルガムやシコクビエといった穀物の栽培技術を持ち、密林よりもサバンナなどの開けた土地を好んだため、西バントゥー系とのすみわけに成功し、両者はやがて混じりあって行った。また、彼らによって5世紀ごろにアジアからバナナの栽培技術がもたらされる。バナナはヤムイモより栽培しやすく、生産性も非常に高かったため、コンゴ川流域に瞬く間に広がっていった。
しかしながら、コンゴ川流域、特に中流域には広大な領域国家は成立しなかった。わずかに、河口域にコンゴ王国などが、最上流域にルバ王国とルンダ王国などが成立したに過ぎない。これらの王国はインド洋からアフリカ内陸部へといたる交易ルートを力の源泉としていた。
この状況が変化するのは、ポルトガルが大西洋を南下し、この地域へと到達したときである。1482年、ポルトガル人のディオゴ・カンがコンゴ王国へと到達し、ポルトガルとコンゴとの間に交易が開始された。両国の関係は当初対等で互恵的なものであったが、やがてヨーロッパ世界で奴隷の需要が激増するに従い、奴隷を大量に移出したコンゴ王国の力は弱まっていった。一方で、ヨーロッパ世界との接触は西方への交易ルートが開けたことを意味し、コンゴ川流域は次第に西のポルトガル・ヨーロッパの交易圏か、東のインド洋・アラブの交易圏へと組み込まれていった。しかし、ヨーロッパ人はリビングストン滝の急流に、アラブ人は東岸からの距離に、それぞれ阻まれて、コンゴ川中上流域へと到達することはできなかった。
ヨーロッパ人との接触によって、1600年ごろにはコンゴ川流域に新大陸原産のキャッサバが持ち込まれた。これはバナナよりさらに手間がかからず、さらにやせた土地でもよく生育したため、キャッサバの導入は再びこの地域に農業革命をもたらした。

### 探検史
19世紀にはいると、内陸部にも海岸部の勢力が入り込んでくるようになった。19世紀前半、オマーンのサイイド・サイードはインド洋のザンジバルに拠点を置き、内陸部との交易に力を入れた。このため、東のインド洋沿岸から伸びてきたアラブ人による奴隷貿易ルートの末端がコンゴ川中流域へと到達し、ティップー・ティプなどのアラブ人商人がコンゴ川中流域へと入り込むようになった。
一方このころから、ヨーロッパ人もコンゴ川の流域に少しずつ目を向けるようになってきた。といっても、コンゴ川流域にはナイル川やニジェール川のような古くからの大文明はなく、したがって探検の主目的となるのはヨーロッパ人のアフリカ探検も最末期となってからである。しかし、コンゴ川とニジェール川やナイル川が何らかの関係を持っていると考えるものは多く、この両河川の探検に関連してコンゴ川の流域は少しずつ明らかになっていった。
最初にコンゴ川が探検対象として注目を浴びたのは、ニジェール川の河口の探索に関連してのことであった。1796年にニジェール川にヨーロッパ人として近代で初めて到達したムンゴ・パークは、ニジェール川が内陸で大きく湾曲してコンゴ川となって大西洋に注ぐと考えており、これを確かめるために1805年に第2回探検に出発したものの、河口まで残り3分の1の地点で襲撃にあい命を落とした。しかしこの主張はある程度の支持を得ており、この推測に基づいて最初のコンゴ川探検が企てられた。
1815年、イギリス海軍省はニジェール川の河口を探索する計画を立て、セネガル川からニジェール川上流域へと向かい、そこから川を下って河口へ向かう隊と、コンゴ川の河口からさかのぼってニジェール川の上流域を目指す隊の2つを出発させた。ジェームズ・キングストン・タッキー大佐を隊長とするコンゴ川隊は8月に河口を進発したものの、熱病によって2か月で引き返し、白人隊員54人のうち21人が死亡する事態となった。この探検の失敗によって、以後河口からコンゴ川をさかのぼって探検するものはいなくなり、コンゴ川のルートは上流からの探検隊によって解き明かされることとなった。
次いでコンゴ川流域に探検隊が訪れるようになるのは、ナイル川の源流探査の機運が盛り上がるようになった1850年代のことである。1858年2月13日、ナイル源流調査のため東からやってきたジョン・ハニング・スピークとリチャード・フランシス・バートンが、コンゴ川の源流域にあたるタンガニーカ湖を発見した。しかし、バートンはこれをナイル川の源流と考え、スピークもタンガニーカ湖に流れ込むルジジ川の調査を行ったものの、タンガニーカ湖がどこにつながっているかについては無関心であった。ナイル川の源流論争は大論争となり、やがてこれに決着をつけるべくすでに名声を得ていたデイヴィッド・リヴィングストンが探検を開始した。しかし、リヴィングストンはこれまでのどの説も間違いであると考えており、タンガニーカ湖のさらに南、現在の知識でいえばちょうどコンゴ川の源流域こそナイルの源流域であると考え、その地域へと探査に向かった。1866年に出発したリヴィングストンはムウェル湖を発見し、川を下ってルアラバ川中流の交易都市ニアングウェまでたどり着いたものの、病によってタンガニーカ湖畔のウジジへと引き返した。1871年にウジジでヘンリー・モートン・スタンリーと出会い、補給を受けた彼は再び探検を続けたものの、1872年5月1日にバングウェウル湖の湖畔の村で息を引き取った。
リヴィングストンはスタンリーとの邂逅後再び行方不明となっており、これを探し出すためにイギリスの王立地理学会がヴァーニー・ロヴェット・カメロンを隊長とする探検隊を派遣したが、途中のカゼ（現在のタボラ）でリヴィングストンの棺を運ぶ従者たちと出会ったため、カメロンは目的をこの地域の探検に切り替えてさらに西進し、タンガニーカ湖から流れ出るルクガ川を発見した。さらにこの川を下ってニアングウェにまでたどり着いたが、ここで「危険である」というティップ・ティプの助言を受け入れ川下りを断念し、翌年ベンゲラにたどり着いた。最終的にコンゴ川の流路を解き明かしたのは、ヘンリー・モートン・スタンリーである。1874年に探検を開始した彼は、ヴィクトリア湖を周航してナイル川の源流を確定したのち、南下してタンガニーカ湖からニアングウェへとたどり着いた。ここでティップ・ティプを説得して川下りに協力させ、川を完全に下って1877年に河口に到達。これによって流路がヨーロッパ人にほぼ知られるようになった。

### 植民地化
コンゴ川の流域がほぼ解明されると、ヨーロッパ諸国による植民地化の波がこの地域にも押し寄せることとなった。とはいっても、1870年代後半はアフリカの植民地化は低調な時期であり、多くの国はこの地域に関心を示さなかった。この中で当初から積極的な関心を示したのが、ベルギー国王レオポルド2世である。レオポルドはすでに1876年に国際アフリカ協会を設立してアフリカ進出を狙っており、スタンリーを支援してコンゴ川流域に支配権を確立することを考えた。こうしてスタンリーはレオポルドの支援を得て、1879年から1884年にかけて再度この地域を探検する。この探検においてスタンリーはレオポルドの代理人として行動し、コンゴ川周辺の首長たちと保護条約を締結していった。一方、スタンリーの動きを見て刺激されたフランスも、この地域への進出を画策する。1879年、フランス政府の支援を受けてピエール・ブラザの探検隊がフランス領ガボンのリーブルヴィルから出発し、オゴウェ川をさかのぼってから東進して、マレボ湖の北岸へとたどり着いた。この地に基地を建設しブラザヴィルと名付けたブラザは、ちょうどマレボ湖南岸にやってきたスタンリーと会談し、コンゴ川北岸をフランスの勢力圏にすることを認めさせた。この探険の成果などをもとに、現在のコンゴ共和国や中央アフリカ共和国など流域の北部や西部はフランス領となった。スタンリーのほうも、コンゴ川南岸を中心に探索を進め、レオポルドヴィル（現キンシャサ）やスタンリーヴィル（現キサンガニ）といった基地を建設していった。この探検の結果、コンゴ川流域のかなりの部分は1882年にコンゴ国際協会の勢力範囲となった。
こうした動きに対し、河口部のカビンダやアンゴラを領するポルトガルが異議を唱え、1882年にはコンゴ川河口部の支配権を主張した。しかし、ポルトガルは海岸部に点として拠点を維持しているだけで内陸部には進出しておらず、イギリスの支持を得たものの、他の列強はこれを支持せず、各国の思惑が錯綜していた。また、ベルギーは国家も議会も植民地を領有する意図を持たず、レオポルドの行動を冷ややかな目で見ていた。この利害を調整するために1885年にはベルリン会議が開催され、コンゴ川盆地の自由貿易と中立化、航行の自由を各国に保障することを条件にコンゴ国際協会の利権が認められた。これを受けてコンゴ国際協会は改組し、コンゴ自由国として正式にレオポルド2世の私領となった。
しかし、コンゴ自由国では象牙やゴムの採取のための強制労働がおこなわれ、非常な暴政が敷かれたため国際的な批判を浴び、1908年にはレオポルドの支配権は剥奪され、ベルギー領へと移管された。
植民地時代には、両国政府は産業開発を積極的におこなった。マレボ湖に面し、ブラザとスタンリーがそれぞれ建設したブラザヴィルとレオポルドヴィル（現キンシャサ）はコンゴ川を利用した内陸水運の結節点として開発が進められ、1898年にはレオポルドヴィルとマタディを結ぶマタディ・キンシャサ鉄道が、1934年にはブラザヴィルとポワントノワールを結ぶコンゴ・オセアン鉄道がそれぞれ開通し、内陸の産物を両都市に集積して海港へと輸送し輸出する体制が整えられた。コンゴ川には蒸気船が浮かべられ、内陸舟運が積極的に開発された。
1960年、ベルギー領はコンゴ民主共和国として、フランス領はコンゴ共和国や中央アフリカ共和国として、それぞれ独立を果たした。

## 経済

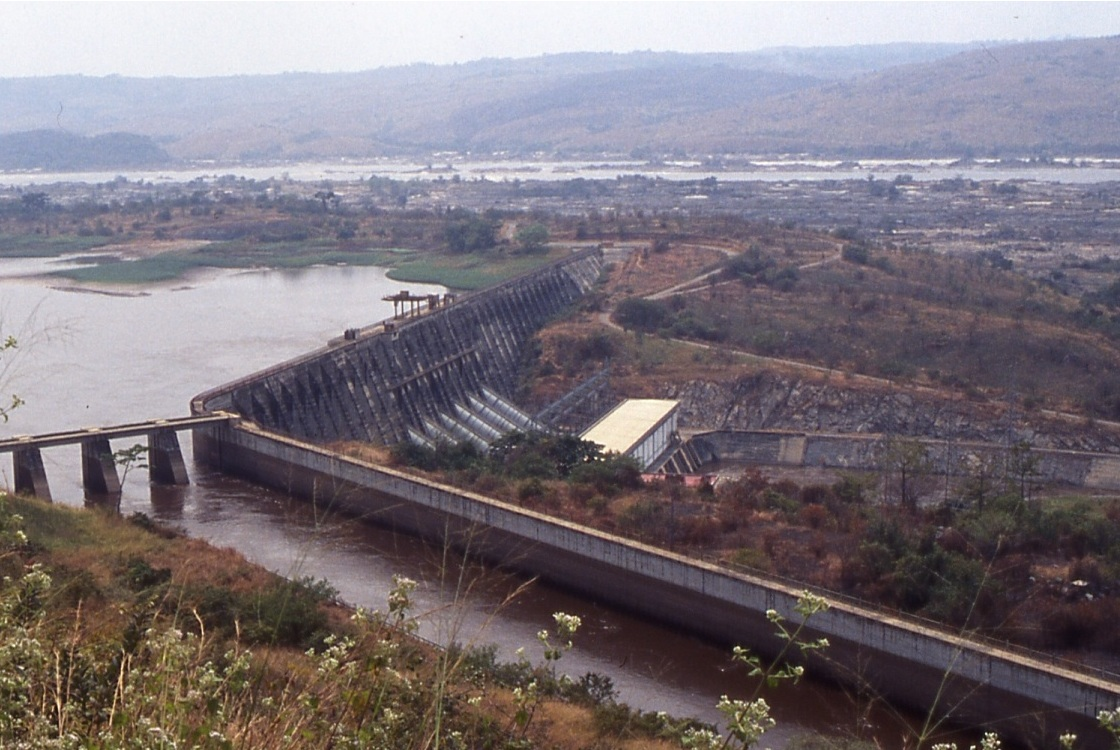
インガ・ダム

世界第2位の巨大な流量を持ち、さらに流量の季節変動がほとんどない上、流量の最も多くなる下流部に大きな高低差が存在するため、電力の端境期のない良質の水力発電源として古くから注目されてきた。推計では、コンゴ川水系の発電ポテンシャルは世界の水力発電の総ポテンシャルのうち13％を占め、サブサハラ・アフリカの電力需要をすべて満たすことができると計算されている。
特に注目されたのは、リヴィングストン滝下流にあるインガ急流である。12kmの間に96mも高度を下げるこの急流で、1920年代にはすでに建設計画が持ち上がり、1957年に調査が開始された。計画では5つのダムを建設し、総発電量は34,500メガワットに上る計算であった。1961年のコンゴ動乱によって一時計画は中断したものの、1966年にはモブツ・セセ・セコ政権によりリビングストン滝にインガ・ダムが建設が開始され、1974年には第1次および第2次計画が完成し、2つのダムに14のタービンが置かれて発電を開始し、以後のザイール（現コンゴ民主共和国）の主要な電力供給源となっている。
しかし、資金不足およびモブツ政権の乱脈によって第3次計画は実施されず、また電力も1次2次計画の計画上の数値の40%である700メガワットしか生産されていない。また、長大な送電線によって産業地帯である南部のカタンガ州の銅鉱山に電力は送られているものの、それと首都キンシャサ以外の地域には電力は供給されず、コンゴ民主共和国国内では深刻な電力不足が起きている。しかし、送電線がカタンガを通って大陸南端のケープタウンまでつながっているため、近年電力不足が叫ばれている南アフリカ共和国などアフリカ南部諸国がコンゴ川の発電に注目しており、1997年には南アフリカ共和国の主導によってコンゴ民主共和国が南部アフリカ開発共同体に加盟したのも、南アフリカの電力公社エスコム社が提唱する南部アフリカの広域電力網計画の要としてインガ・ダムが位置づけられていることが理由のひとつとなっている。2004年には44,000メガワットの発電施設を建設するウェスタン・パワー・コリドー計画が発表された。

## 交通

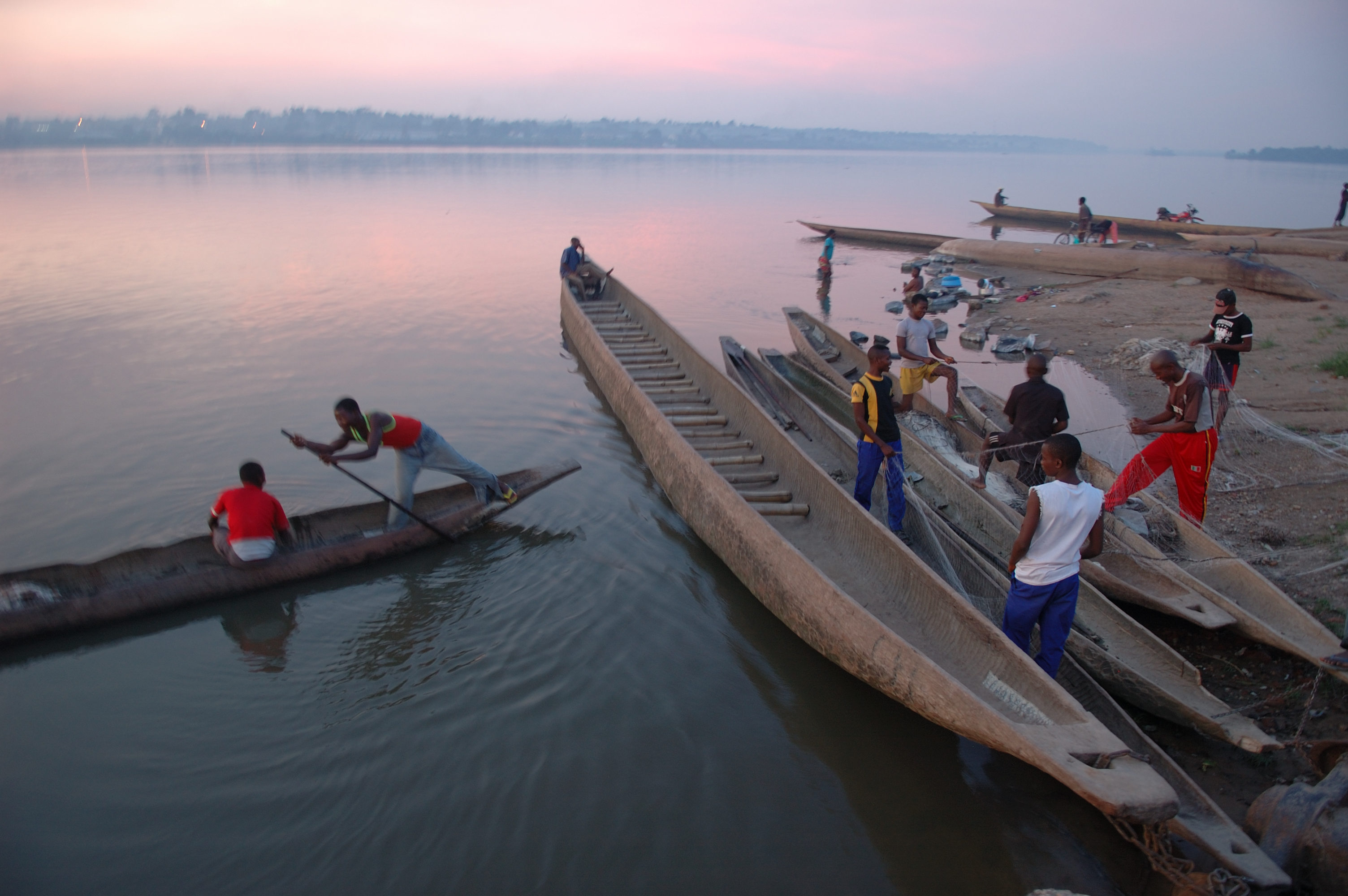
コンゴ川の小舟

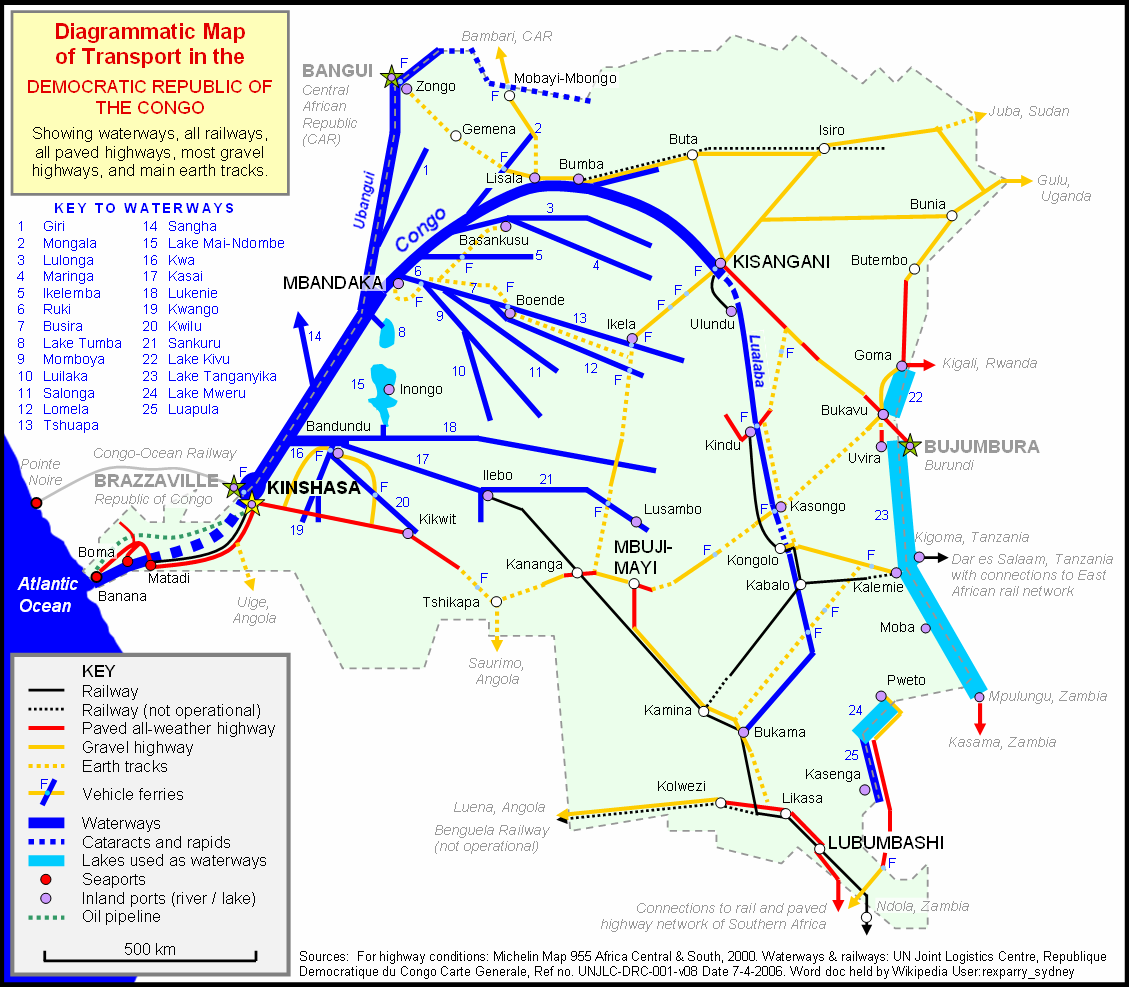
コンゴ民主共和国交通図。青が水運可能な河川、黒が鉄道（以上2006年）、赤は舗装道路、黄は未舗装路（2000年）

コンゴ川で舟運が可能な区間は大きく4つに分けられる。上流から順に、上流部のブカマからコンゴロの間の645km、キンドゥからウブンドゥの間の300km、中流部のキサンガニからキンシャサの間の1,742km、河口部のマタディから河口までの138kmである。交通インフラが未発達なコンゴ民主共和国や周辺諸国にとって、高低差がなく水深の深いコンゴ川は重要な河川交通路となっている。
中部アフリカ最大の都市であるコンゴ民主共和国の首都キンシャサはこの河川交通網の結節点として建設され、ここを起点に中央アフリカ共和国の首都バンギやコンゴ中部の大都市キサンガニ、カサイ州やカタンガへの玄関口であるイレボなどにオナトラ社などの定期船や貨物船が就航しており、同国の大動脈となっている。キサンガニとウブンドゥの間の急流には迂回路として鉄道が敷かれ、ウブンドゥからキンドゥまでは再び船舶輸送が中心となる。舟運によってキンシャサに集められた貨物は、リビングストン滝を迂回するマタディ・キンシャサ鉄道によって海岸から138km上流にあるマタディへと運ばれる。マタディからボマをとおり河口までの間は再び航行が可能になり、外洋船舶も遡上可能であるため、河港マタディはコンゴ民主共和国の主要貿易港となっている。
同様にコンゴ共和国の首都ブラザヴィルも同じ機能を持ち、コンゴ・オセアン鉄道によって海港ポワントノワールへと連絡している。海を持たない中央アフリカ共和国においてはコンゴ川の支流ウバンギ川は唯一の外国貿易ルートとして非常に重要であり、大型船の入れる同国唯一の港である首都バンギは内陸港であるにもかかわらず、もっとも重要な輸出港となっている。
コンゴ川の名物となっているのが、連結式の押し船ともいうべきものである。これは動力船ひとつの前方に艀を2-3隻連結し、押しながら進むもので、艀には多いときには千人以上が乗り込み、キサンガニからキンシャサまでの1,742kmを往復する。1985年の時点では下りが6日、上りが10日行程であった。この船は輸送手段にとどまらず、沿岸の各村落にとっては重要な交易相手であり、沿岸から船が漕ぎ寄せ盛んに取引が行われる。運行スケジュールは遅れることが多く、あってないようなものである。「オナトラ船」と日本では紹介されることもあるが、オナトラ社の管理する船舶は現地ではすべてオナトラと呼ばれるため、この形式の船を指してオナトラ船と呼ぶわけではない。また、オナトラ社運航船以外にも艀など様々な船がコンゴ川を往復している。
コンゴ川本流には2つしか橋が架かっていない。上流域、ルクガ川とルアラバ川の合流点から下流にあるコンゴロのコンゴロ橋と、下流域のマタディにあるマタディ橋である。コンゴロ橋は1939年にベルギー政府によって建設され、マタディ橋は1974年に日本の政府開発援助によって建設が開始され、1983年に完成した。マタディ橋の全長は722mであり、建設当時はアフリカで最も長い橋であった。この橋はコンゴ川南岸にあるマタディと北岸のコンゴ民主共和国領を連絡する機能を持ち、マタディ・キンシャサ鉄道を延伸して北岸のボマ、さらには河口のバナナ港まで鉄道を建設する計画のもと建設された。このため、マタディ橋は道路・鉄道併用橋となっているものの、延伸計画はその後の経済破綻や政情不安によって実現せず、さらに同区間の道路整備も同じ事情によって実現しなかったため、橋の機能は計画に比べて大きく制限されている。
コンゴ民主共和国の首都キンシャサとコンゴ共和国の首都ブラザヴィルとの間は川を挟んで2km程度しか離れていないため、何度か架橋計画（en:Brazzaville–Kinshasa Bridge）が浮上しているが、実現はしていない。
コンゴ川の水上交通は慢性的に定員超過、過重積載した船舶により行われており、しばしば大きな人的被害を伴う沈没事故が発生する。2014年の例では3桁の死者数が生じた事故は2回あり、3月に210人、12月に129人が死亡する沈没事故が発生した。

## 言語・民族
コンゴ川流域の住民はほぼすべてバントゥー系民族に属し、わずかに密林の奥にピグミー系の住民が存在している。宗主国であったフランスとベルギーがともにフランス語を公用語とする国家であったため、コンゴ川流域のほとんどの地域ではフランス語が公用語となっている。共通語としては、コンゴ川上流域のルアラバ川と呼ばれている地域ではスワヒリ語が共通語となっている。この地域でスワヒリ語が共通語なのは、19世紀後半に大陸東岸のザンジバルからスワヒリ商人のキャラバンが到達するようになり、スワヒリ交易圏に組み込まれたためである。さらに宣教師によってこの地域の教育言語としてスワヒリ語が採用され、伝播が加速した。
キサンガニからキンシャサにかけてのコンゴ川中流域の共通語はリンガラ語である。コンゴ民主共和国だけでなく、コンゴ川に面するコンゴ共和国北部においてもリンガラ語は共通語である。もともとリンガラ語はコンゴ川中流域のリンガ・フランカとして誕生し成長した言語であり、コンゴ川中流域からの流入者と交易の増大によって、もともとコンゴ語圏であったキンシャサにおいても、20世紀初頭には共通語がリンガラ語にとってかわられていた。リンガラ語はキンシャサという大都市を持ち、さらにキンシャサで誕生したリンガラ音楽の隆盛などに伴って影響力を拡大させている。リビングストン滝から下流はコンゴ語の地域である。この地域はコンゴ人の居住地であり、彼らの話す諸言語中から共通語として成立してきたものである。

## 支流

コンゴ川の支流

- インキシ川（英語版）
- マレボ湖
- カサイ川
  - フィミ川（英語版）
    - マインドンベ湖
    - ルケニエ川（英語版）

  - クァンゴ川（英語版）
  - サンクル川（英語版）
- レフィニ川（英語版）
- サンガ川
- ウバンギ川
  - ウエレ川（英語版）
    - ムボム川（英語版）
      - シンコ川
- アルウィミ川（英語版）
- モンゴラ川（英語版）
  - エボラ川
- ロマミ川（英語版）
- ルアラバ川（英語版） - コンゴ川の上流部。本流の源流にあたる。
  - ウリンジ川（英語版）
  - ルクガ川（英語版）
    - タンガニーカ湖
      - ルジジ川
        - キブ湖

  - ルブア川（英語版）
    - ムウェル湖
      - ルアプラ川（英語版）
        - バングウェウル湖
          - チャンベジ川（英語版） - 河口から最遠の支流に当たり、河川長計算の源流として扱われる。

  - キサル湖（英語版）
    - ルフィラ川